# Andreas Schendel
Andreas Schendel (* 1971) ist ein deutscher Schriftsteller. Er ist Autor von Kinder- und Jugendliteratur und Träger mehrerer Literaturpreise. 

## Leben
Schendel machte 1992 das Abitur und begann ein Studium der Psychologie, Philosophie und Germanistik an der Albert-Ludwigs-Universität Freiburg, das er 1998 abbrach. 
Er debütierte als Schriftsteller mit dem Kinderbuch Die Geschichte von Gina und Herrn Seeger. Es wurde 1999 für die Schweiz in den White-Ravens-Katalog der Internationalen Jugendbibliothek München aufgenommen. 2000 folgte ein zweites Kinderbuch Lotte und die Wüstenfreundschaft. 2001 veröffentlichte er seinen ersten Roman Leuchtspur, und 2002 folgte Fluchtpunkt im Nagel & Kimche Verlag.
Seine Arbeit wurde durch Stipendien und Preise gefördert. 2002 war Schendel Stipendiat des Fördervereins Deutscher Schriftsteller. 2003 war er Dresdner Stadtschreiber. Im selben Jahr nahm ihn die Kunststiftung Baden-Württemberg in ihren Stipendiatenkreis auf und wurden die Aachener Literaturtage mit der Verleihung des Peter-Klein-Literaturpreises an Schendel eröffnet.
2003 erschien der Jugendroman Nimm Anlauf und spring. Auszüge aus seinem unveröffentlichten Roman Kánikula wurden in den Literaturzeitschriften allmende und Signum abgedruckt.
2007 erschien Dann tu’s doch, das 2008 für den Deutschen Jugendliteraturpreis nominiert wurde. Ort der Handlung sind die Plattenbauten Budapests. Protagonist ist der vierzehnjährige Zoltán, der sich in die zwei Jahre ältere Aranka verliebt. Mit Zoltáns älteren Bruder Peti kommt er in Konflikt, nachdem er von der Gastarbeit in Deutschland zurückkehrt. Parallel ereignet sich eine Serie von Verbrechen.
2003 gründete er die SammlungJungeKunst, die junge Künstler durch Ankäufe unterstützt. Künstler der Sammlung sind u. a. Lola Renn, Dirk Lange, VIP (Leipzig), und Judit Fischer (Budapest). 2006 kuratierte er die Ausstellung Mandy am Strand Bild an der Wand in Dresden.
Andreas Schendel lebt in Dresden und Budapest. 

## Werke
- mit Lola Renn: Die Geschichte von Gina und Herrn Seeger. Bajazzo-Verlag, Zürich 1998, ISBN 3-907588-04-5
- Lotte und die Wüstenfreundschaft. Geschichten. Bajazzo-Verlag, Zürich 2000, ISBN 3-907588-18-5
- Leuchtspur. Roman. Ullstein, Berlin 2001, ISBN 3-89834-027-9
- Fluchtpunkt. Geschichte einer Liebe. Nagel & Kimche, Zürich 2002, ISBN 3-312-00297-4
- Nimm Anlauf und spring. Roman. Nagel & Kimche, Zürich 2003, ISBN 3-312-00940-5; Fischer-Taschenbuch-Verlag, Frankfurt 2008, ISBN 978-3-596-80785-7
- Dann tu’s doch. Nagel & Kimche, Zürich 2007, ISBN 978-3-312-00969-5; Fischer-Taschenbuch-Verlag, Frankfurt 2008, ISBN 978-3-596-80792-5
- Virág oder wenn die Welt verrutscht. Bloomsbury, Berlin 2010, ISBN 978-3-8270-5383-1
- Mit Licht nach Schatten werfen. Leuchtspur revisited. Roman. Bloomsbury, Berlin 2011, ISBN 978-3-8333-0783-6